# Arrondissement Montluçon
Das Arrondissement Montluçon ist ein Verwaltungsbezirk im Département Allier in der französischen Region Auvergne-Rhône-Alpes. Hauptort (Unterpräfektur) ist Montluçon.

## Geschichte
Am 4. März 1790 wurde mit der Gründung des Départements Allier auch ein District de Montluçon gegründet, der noch wesentlich kleiner war als das jetzige Arrondissement. Mit der Einrichtung der Arrondissements am 17. Februar 1800 wurde aus ihm und weiterem Gebiet das Arrondissement Montluçon gegründet.
Am 10. September 1926 wurden ihm Teile des an diesem Tage aufgelösten Arrondissements Gannat zugeschlagen.

## Geografie
Das Arrondissement grenzt im Nordwesten und Norden an das Arrondissement Saint-Amand-Montrond im Département Cher (Centre-Val de Loire), im Osten an die Arrondissements Moulins und Vichy, im Süden an das Arrondissement Riom im Département Puy-de-Dôme und im Südwesten und Westen an die Arrondissements Aubusson und Guéret im Département Creuse (Limousin).

## Gemeinden
Die Gemeinden des Arrondissements Montluçon sind:
| 1. Ainay-le-Château (03003)         | 2. Archignat (03005)              | 3. Arpheuilles-Saint-Priest (03007) | 4. Audes (03010)                      |
| 5. Beaune-d’Allier (03020)          | 6. Bézenet (03027)                | 7. Bizeneuille (03031)              | 8. Blomard (03032)                    |
| 9. Braize (03037)                   | 10. Le Brethon (03041)            | 11. La Celle (03047)                | 12. Cérilly (03048)                   |
| 13. Chambérat (03051)               | 14. Chamblet (03052)              | 15. La Chapelaude (03055)           | 16. Chappes (03058)                   |
| 17. Chavenon (03070)                | 18. Chazemais (03072)             | 19. Colombier (03081)               | 20. Commentry (03082)                 |
| 21. Cosne-d’Allier (03084)          | 22. Couleuvre (03087)             | 23. Courçais (03088)                | 24. Deneuille-les-Mines (03097)       |
| 25. Désertines (03098)              | 26. Domérat (03101)               | 27. Doyet (03104)                   | 28. Durdat-Larequille (03106)         |
| 29. Estivareilles (03111)           | 30. Haut-Bocage (03158)           | 31. Hérisson (03127)                | 32. Huriel (03128)                    |
| 33. Hyds (03129)                    | 34. Isle-et-Bardais (03130)       | 35. Lamaids (03136)                 | 36. Lavault-Sainte-Anne (03140)       |
| 37. Lételon (03143)                 | 38. Lignerolles (03145)           | 39. Louroux-de-Beaune (03151)       | 40. Malicorne (03159)                 |
| 41. Marcillat-en-Combraille (03161) | 42. Mazirat (03167)               | 43. Meaulne-Vitray (03168)          | 44. Mesples (03172)                   |
| 45. Montluçon (03185)               | 46. Montmarault (03186)           | 47. Montvicq (03189)                | 48. Murat (03191)                     |
| 49. Nassigny (03193)                | 50. Néris-les-Bains (03195)       | 51. La Petite-Marche (03206)        | 52. Prémilhat (03211)                 |
| 53. Quinssaines (03212)             | 54. Reugny (03213)                | 55. Ronnet (03216)                  | 56. Saint-Angel (03217)               |
| 57. Saint-Bonnet-de-Four (03219)    | 58. Saint-Bonnet-Tronçais (03221) | 59. Saint-Caprais (03222)           | 60. Saint-Désiré (03225)              |
| 61. Saint-Éloy-d’Allier (03228)     | 62. Saint-Fargeol (03231)         | 63. Saint-Genest (03233)            | 64. Saint-Marcel-en-Marcillat (03244) |
| 65. Saint-Marcel-en-Murat (03243)   | 66. Saint-Martinien (03246)       | 67. Saint-Palais (03249)            | 68. Saint-Priest-en-Murat (03256)     |
| 69. Saint-Sauvier (03259)           | 70. Saint-Victor (03262)          | 71. Sainte-Thérence (03261)         | 72. Sauvagny (03269)                  |
| 73. Sazeret (03270)                 | 74. Teillet-Argenty (03279)       | 75. Terjat (03280)                  | 76. Theneuille (03282)                |
| 77. Tortezais (03285)               | 78. Treignat (03288)              | 79. Urçay (03293)                   | 80. Valigny (03296)                   |
| 81. Vallon-en-Sully (03297)         | 82. Vaux (03301)                  | 83. Venas (03303)                   | 84. Verneix (03305)                   |
| 85. Vernusse (03308)                | 86. Le Vilhain (03313)            | 87. Villebret (03314)               | 88. Villefranche-d’Allier (03315)     |
| 89. Viplaix (03317)                 | 90. Voussac (03319)               |                                     |                                       |

Die größten Gemeinden des Arrondissements sind der Hauptort Montluçon mit 33.317 Einwohnern gefolgt von Domérat mit 8665 Einwohnern und Commentry mit 6018 Einwohnern (Stand jeweils 1. Januar 2022).

## Neuordnung der Arrondissements 2017

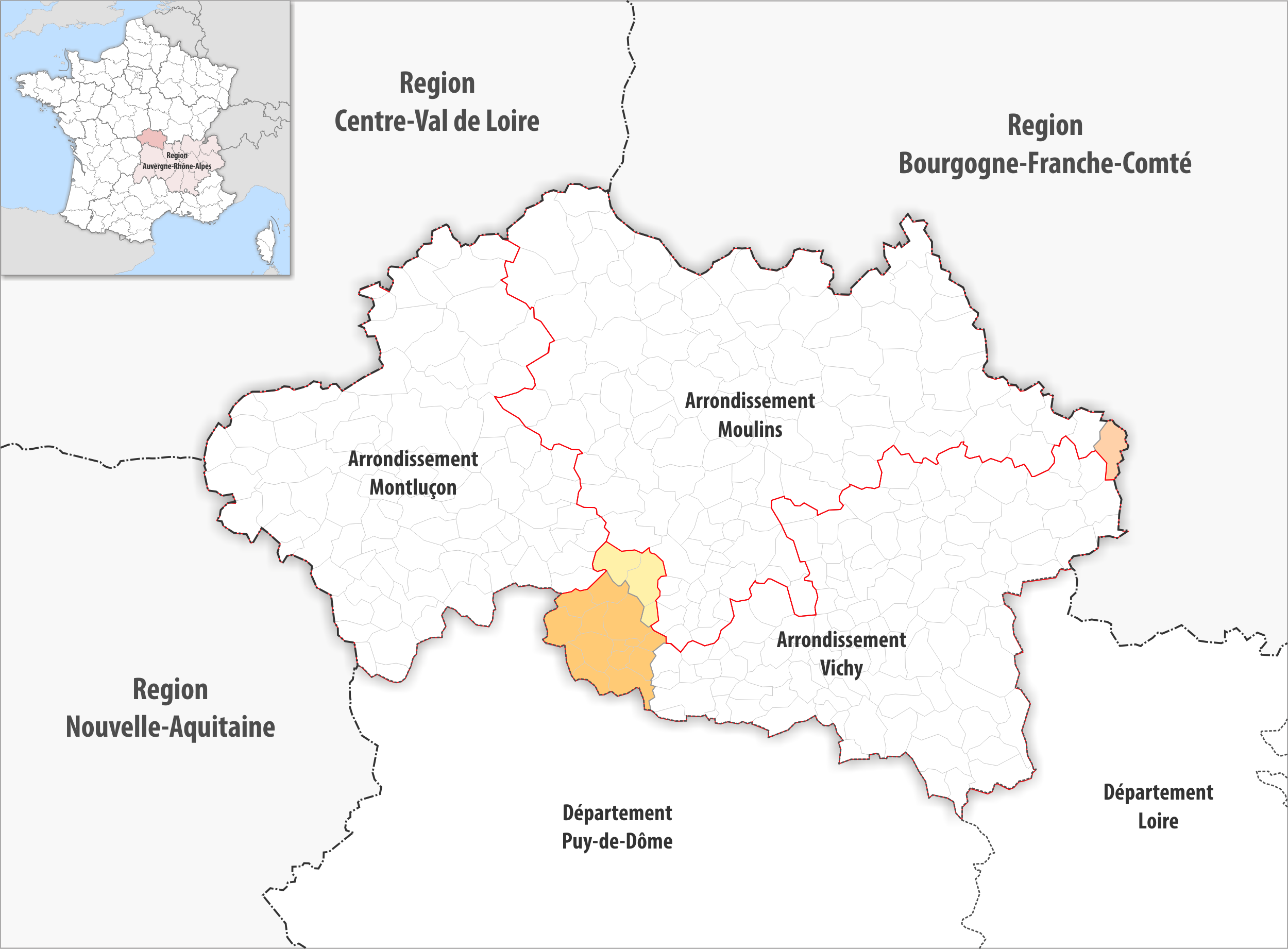
Arrondissementsanpassungen im Jahr 2017

Durch die Neuordnung der Arrondissements im Jahr 2017 wurden die 14 Gemeinden Bellenaves, Chouvigny, Chirat-l’Église, Coutansouze, Ébreuil, Échassières, Lalizolle, Louroux-de-Bouble, Nades, Naves, Sussat, Valignat, Veauce und Vicq aus dem Arrondissement Montluçon dem Arrondissement Vichy zugewiesen.

## Neuordnung der Arrondissements 2024
Der Erlass der Präfektin der Region Auvergne-Rhône-Alpes vom 2. Januar 2024 legte mit Wirkung zum 1. Januar 2024 eine Neuordnung des Zuschnitts der Arrondissements des Départements Allier fest.
- Die Gemeinde Louroux-Bourbonnais wechselte vom Arrondissement Montluçon zum Arrondissement Moulins.
- Die Gemeinden Couleuvre und Voussac wechselten vom Arrondissement Moulins zum Arrondissement Montluçon.

## Ehemalige Gemeinden seit der landesweiten Neuordnung der Kantone
- Bis 2015: Givarlais, Louroux-Hodement, Maillet
- Bis 2016: Meaulne, Vitray